# Eric Weems
Eric Weems (født 4. juli 1985 i Daytona Beach, Florida, USA) er en amerikansk football-spiller, der spiller som wide receiver for NFL-holdet Chicago Bears. Han har tidligere repræsenteret Atlanta Falcons.